# Lagole
Lagole ou Làgole est un lieu-dit de la commune de Calalzo di Cadore, dans la province de Belluno, en Vénétie, en Italie. Il est connu pour la découverte du sanctuaire d'une divinité guérisseuse liée aux eaux ; ce site archéologique de la civilisation atestine remonte au IIIe siècle av. J.-C., avec des traces d'occupation plus ancienne, et a été actif jusqu'au IVe siècle. Dans l'abondant matériel votif qui a été trouvé sur le site, les inscriptions en langue vénète sont particulièrement importantes.

## Géographie
Le site archéologique se situe au sud de la ville de Calalzo, entre la voie ferrée Belluno-Calalzo et la retenue (Lago di Centro Cadore) créée sur la rivière Piave par le barrage de Pieve di Cadore, dans une zone boisée barrée au sud par le rio Orsino qui se jette dans la retenue en rive droite. On trouve à cet endroit, accessible par des chemins et sentiers, le Laghetto delle Tose (« petit lac des filles », dit aussi en dialecte local de la femenes) et, un peu plus loin au sud-ouest, une source isolée.
Cette zone se caractérise par la présence de nombreuses sources d'eaux minérales, qui, après un parcours souterrain depuis la chaîne de l'Antelao (3264 m) au nord-ouest, ressurgissent et ruissellent jusqu'au petit lac ; leur température avoisine les 10° C.

## Toponymie
Ce toponyme correspond à un dérivé diminutif au pluriel du latin lacus, « lac ».

## Site archéologique
Des fouilles ont été menées par un archéologue local, Giovanni Battista Frescura (it), assisté d'Enrico De Lotto, entre 1949 et 1952, en liaison avec Giovan Battista Pellegrini, spécialiste de linguistique historique et alors enseignant à l'université de Pise, lui-même originaire de la province de Bellune. Elles ont permis de découvrir des manches de louche (simpulum) en bronze portant des inscriptions en vénète et en latin, ainsi que des lamelles de bronze travaillées au repoussé et des figurines de bronze.
Deux documents inscrits, connus antérieurement, proviennent vraisemblablement du même site : le seau de bronze de Calalzo, trouvé en 1914 et conservé au musée d'Este, et un petit bronze découvert en 1889.
Les objets, inscrits ou non, découverts sur le site correspondent au matériel votif d'un sanctuaire dédié à une déesse guérisseuse, probablement liée aux eaux minérales présentes à cet endroit. Cette divinité, dont le nom n'est pas connu, mais à laquelle sont associées plusieurs épithètes (śainātis, trumusiiatis ou tribusiiatis), est honorée par des pratiques cultuelles qui présentent des ressemblances avec le culte de la déesse Reitia à Este ou celles du sanctuaire de Gurina en Carinthie. La population qui était alors en majorité celtique, comme le montre l'onomastique, avait adopté, y compris dans la langue et l'écriture utilisées dans les inscriptions votives, un culte proprement vénète.